# 10月29日
10月29日（じゅうがつにじゅうくにち）は、グレゴリオ暦で年始から302日目（閏年では303日目）にあたり、年末まであと63日ある。

## できごと

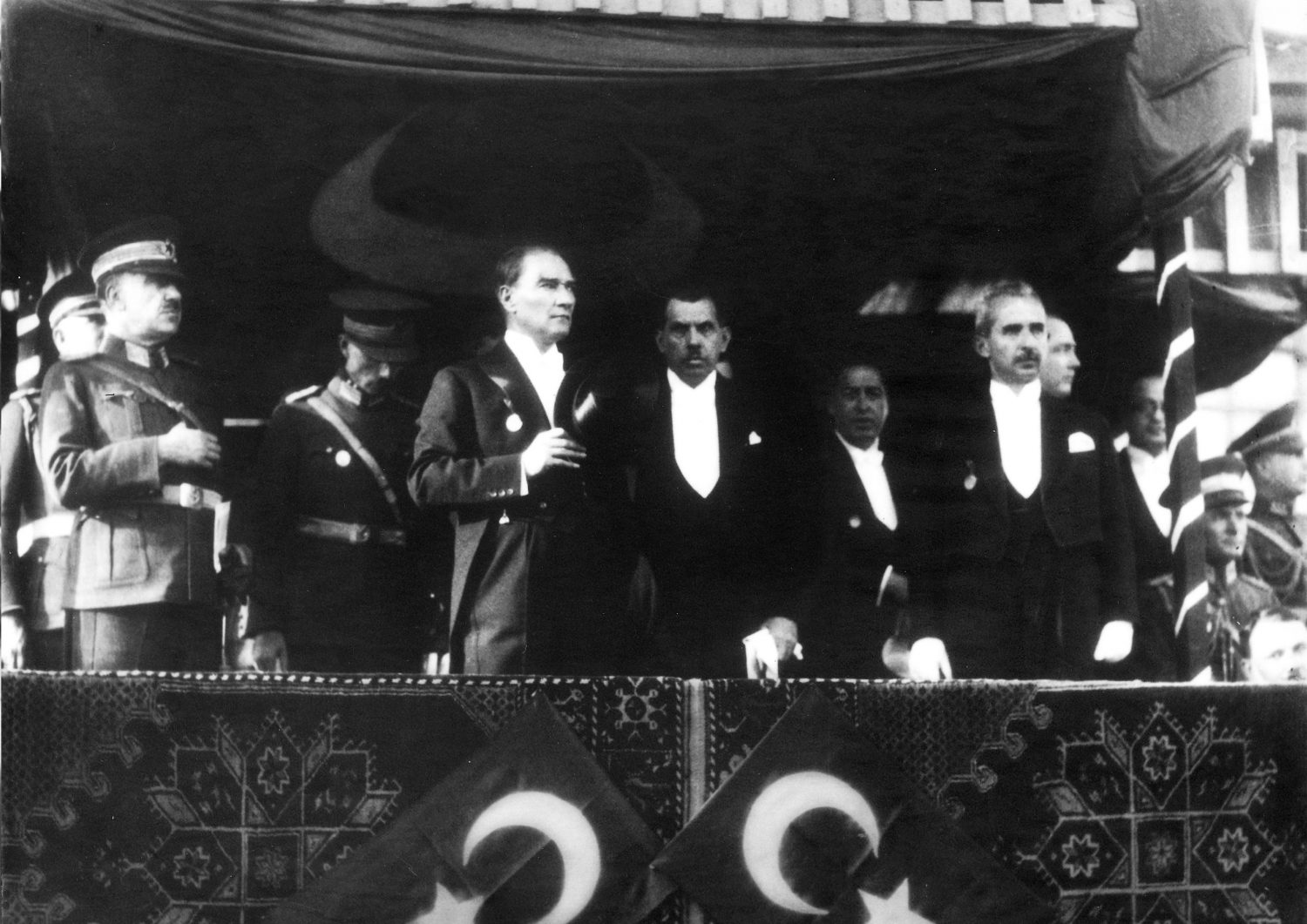
トルコ共和国建国(1923)。画像は10周年式典でのアタテュルクら

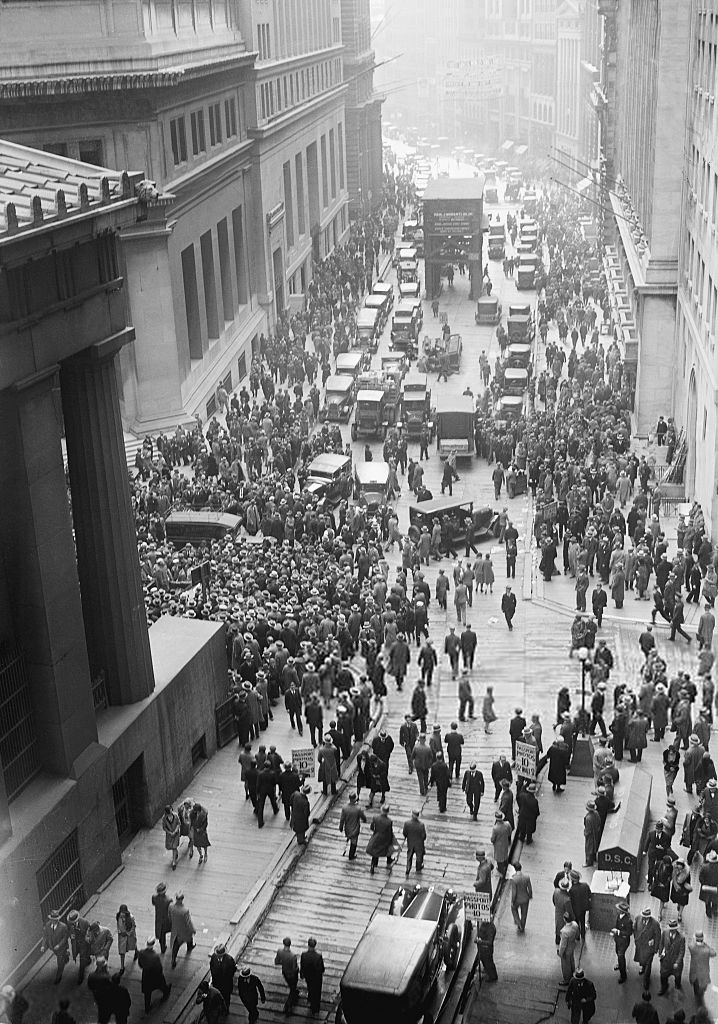
ブラックチューズデー(1929)。

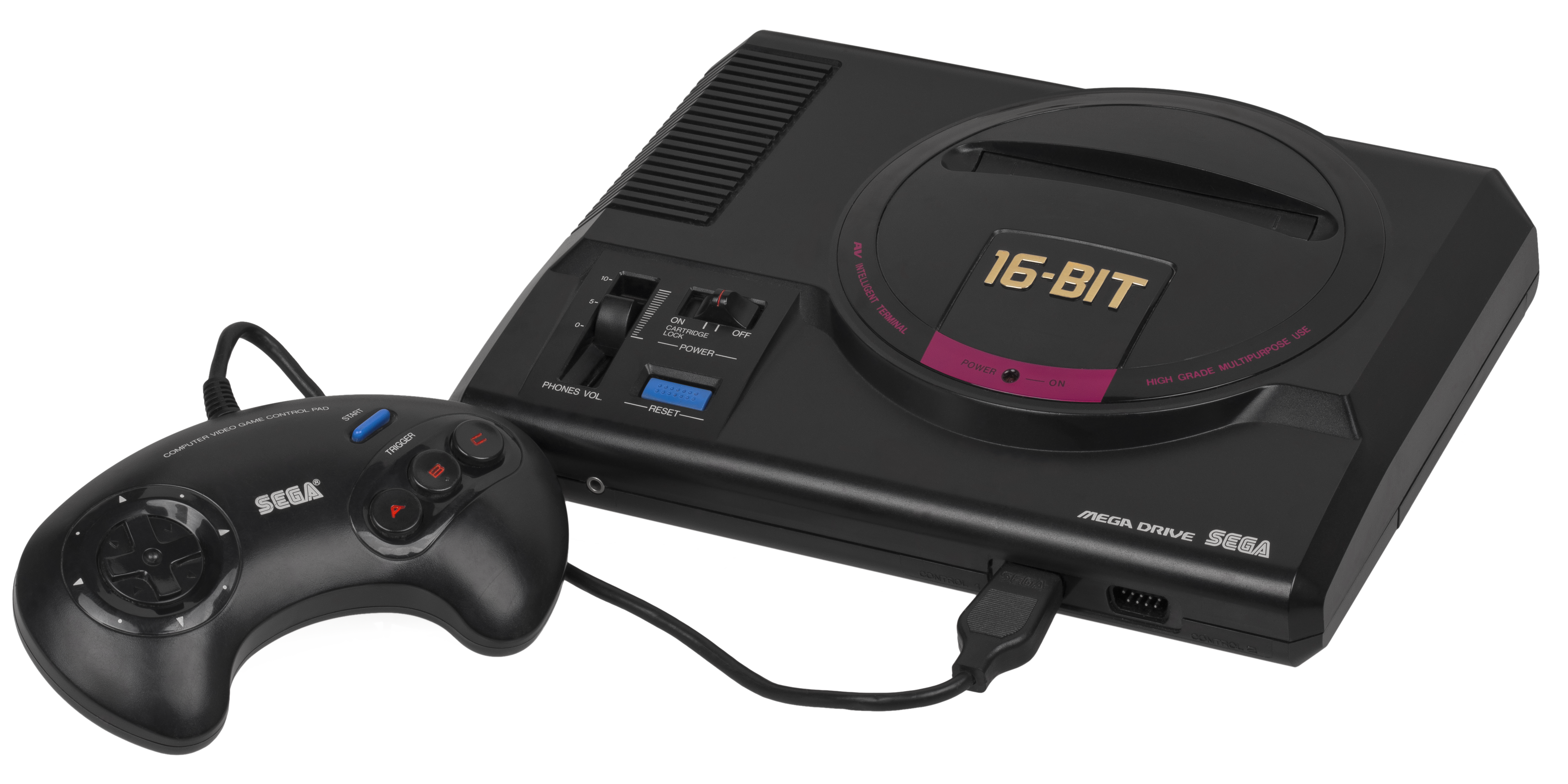
メガドライブ発売(1988)

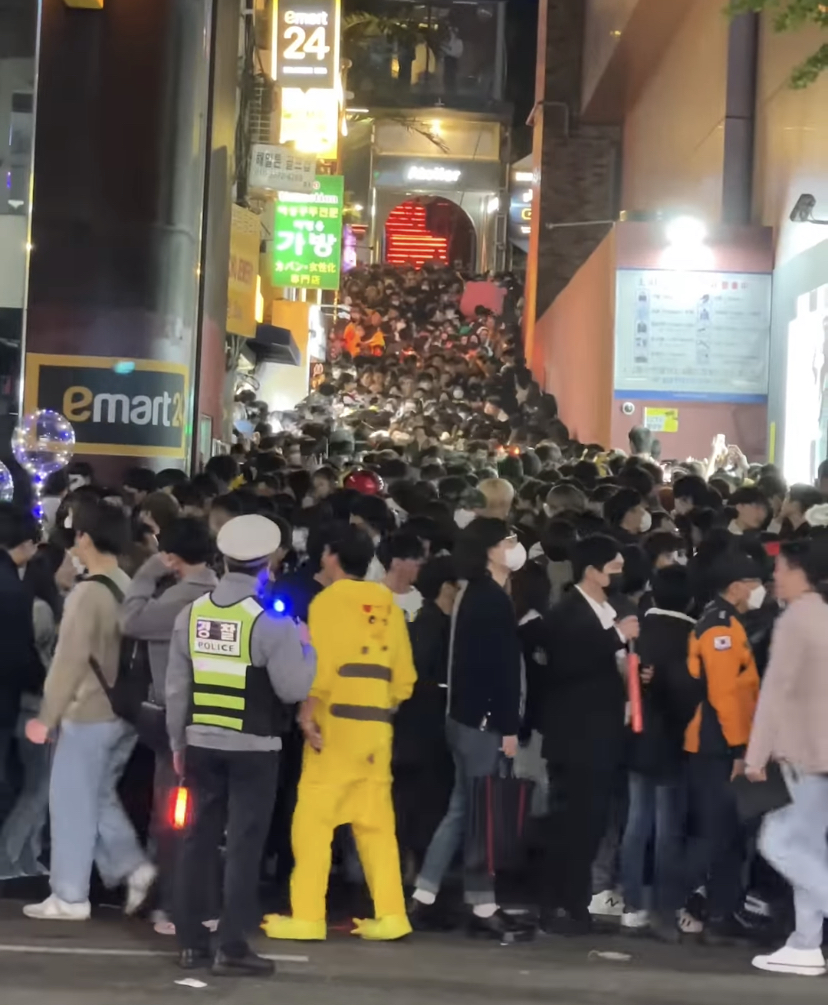
梨泰院群衆事故(2022年)。画像は事故発生前の事故現場の様子。

- 1268年 - シャルル・ダンジューによりシチリア王コッラディーノが斬首刑。ホーエンシュタウフェン朝の男系が断絶。
- 1675年 - ゴットフリート・ライプニッツが初めて積分の記号に長いs(∫)を使用する。
- 1746年 - ペルー中部でマグニチュード8.5の地震、約1万人が死亡。
- 1787年 - モーツァルトのオペラ『ドン・ジョヴァンニ』がプラハでモーツァルト自身の指揮により初演[1]。
- 1859年 - スペイン・モロッコ戦争: スペインがモロッコに宣戦布告。
- 1900年 - 龍岩浦事件: 大韓帝国軍が当地根拠の義兵と韓国籍の義和団余力に弾圧。
- 1918年 - 第一次世界大戦: ドイツ海軍の大洋艦隊に出撃命令が下されるが、多くの水兵が命令を拒否し、出撃を断念。ドイツ革命のきっかけとなる。
- 1922年 - イタリア国王ヴィットーリオ・エマヌエーレ3世がベニート・ムッソリーニに組閣を命じる。
- 1923年 - トルコ共和国が成立。ムスタファ・ケマル・パシャ（後のアタテュルク）が初代大統領に就任。
- 1929年 - ウォール街大暴落: ニューヨークのウォール街で株価が大暴落。1日で16,410,030株が取引され、数十億ドルが失われた[2]。
- 1936年 - イラクでバクル・シドキ将軍によるクーデター。
- 1950年 - 千葉県船橋市の船橋競馬場で日本初のオートレース開催[3]。
- 1953年 - 英連邦太平洋航空304便墜落事故。
- 1955年 - ショスタコーヴィチのヴァイオリン協奏曲第1番が初演。
- 1956年 - 第二次中東戦争（スエズ戦争）が勃発。
- 1958年 - ソ連の詩人・パステルナークが、共産党からの圧力によりノーベル文学賞受賞を辞退。
- 1960年 - 大分県蒲江町で定期船が蒲江港を出港直後に沈没。女子生徒5人死亡[4]。
- 1969年 - ARPANETによるコンピューター同士の接続が初めて行われる。
- 1969年 - ソニー、松下電器、日本ビクター等が家庭用ビデオテープレコーダ（U規格）の開発を発表。
- 1969年 - 厚生省が発癌性の疑いがあるとして人工甘味料チクロの使用を禁止。
- 1971年 - 許諾を得ないレコードの複製からのレコード製作者の保護に関する条約（通称ジュネーブ・レコード条約）署名。
- 1976年 - 酒田大火: 山形県酒田市で火災発生。強風にあおられて約1200戸が焼失。
- 1981年 - 宮崎自動車道が全線開通。
- 1982年 - 東京・吉祥寺に前進座劇場が完成。
- 1988年 - セガ・エンタープライゼスがメガドライブ（MEGA DRIVE）を日本で発売。
- 1991年 - アメリカの探査機「ガリレオ」が小惑星ガスプラの近くを通過。史上初の小惑星の接近観測を行う。
- 1998年 - Jリーグ・横浜フリューゲルスと横浜マリノスの合併が発表される。
- 1998年 - STS-95で77歳のジョン・ハーシェル・グレンがスペースシャトル・ディスカバリーに搭乗。最年長の宇宙飛行者となる。
- 2005年 - デリーで爆弾テロ。約60人が死亡、200人以上が負傷[5]。
- 2008年 - アメリカ合衆国のデルタ航空とノースウエスト航空が合併。
- 2011年 - 道東自動車道の夕張インターチェンジ - 占冠インターチェンジ間が開通し[6]、飛び地だった高速道路がつながった。
- 2015年 - 中国共産党第十八期中央委員会第五回全体会議において一人っ子政策の完全廃止を決定する[7]。
- 2018年 - 絢子女王と守谷慧との結婚式が明治神宮で挙式される[8]。
- 2018年 - ライオン・エア610便墜落事故: インドネシア、スカルノ・ハッタ国際空港発のライオン・エア610便が離陸直後に墜落[9]。
- 2022年 - 韓国のソウルで梨泰院群衆事故が発生し、156人が死亡[10]。
- 2024年 - 女川原子力発電所を再稼働。
- 2024年 - 国際連合が日本に夫婦別姓と皇室典範に関して4回目の勧告。

## 誕生日

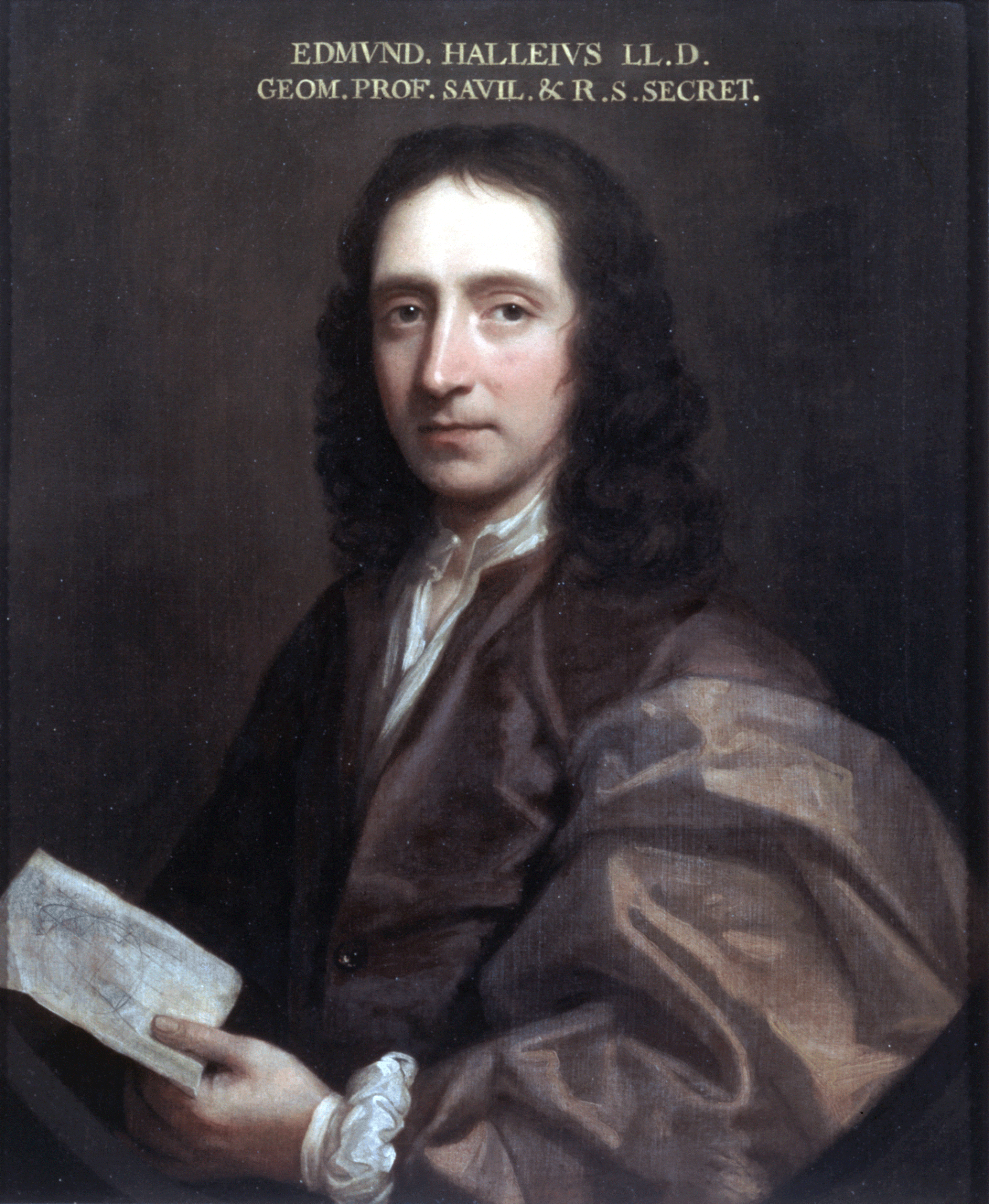
ハレー彗星の軌道計測をしたイギリスの天文学者、エドモンド・ハレー(1656-1742)誕生

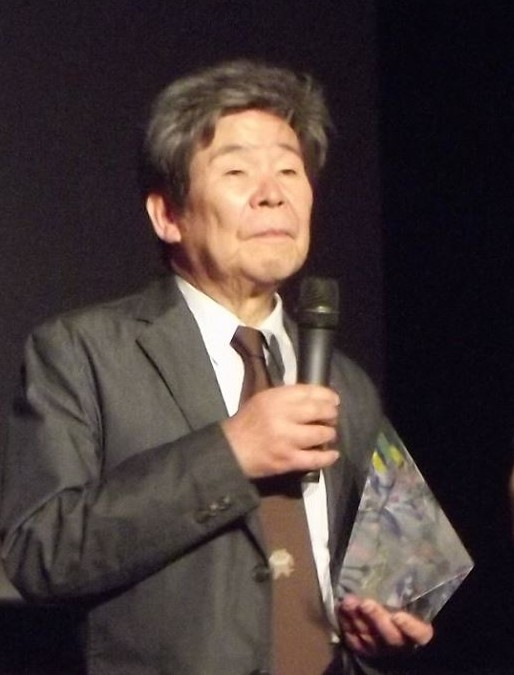
アニメ映画監督、高畑勲(1935-2018)誕生。

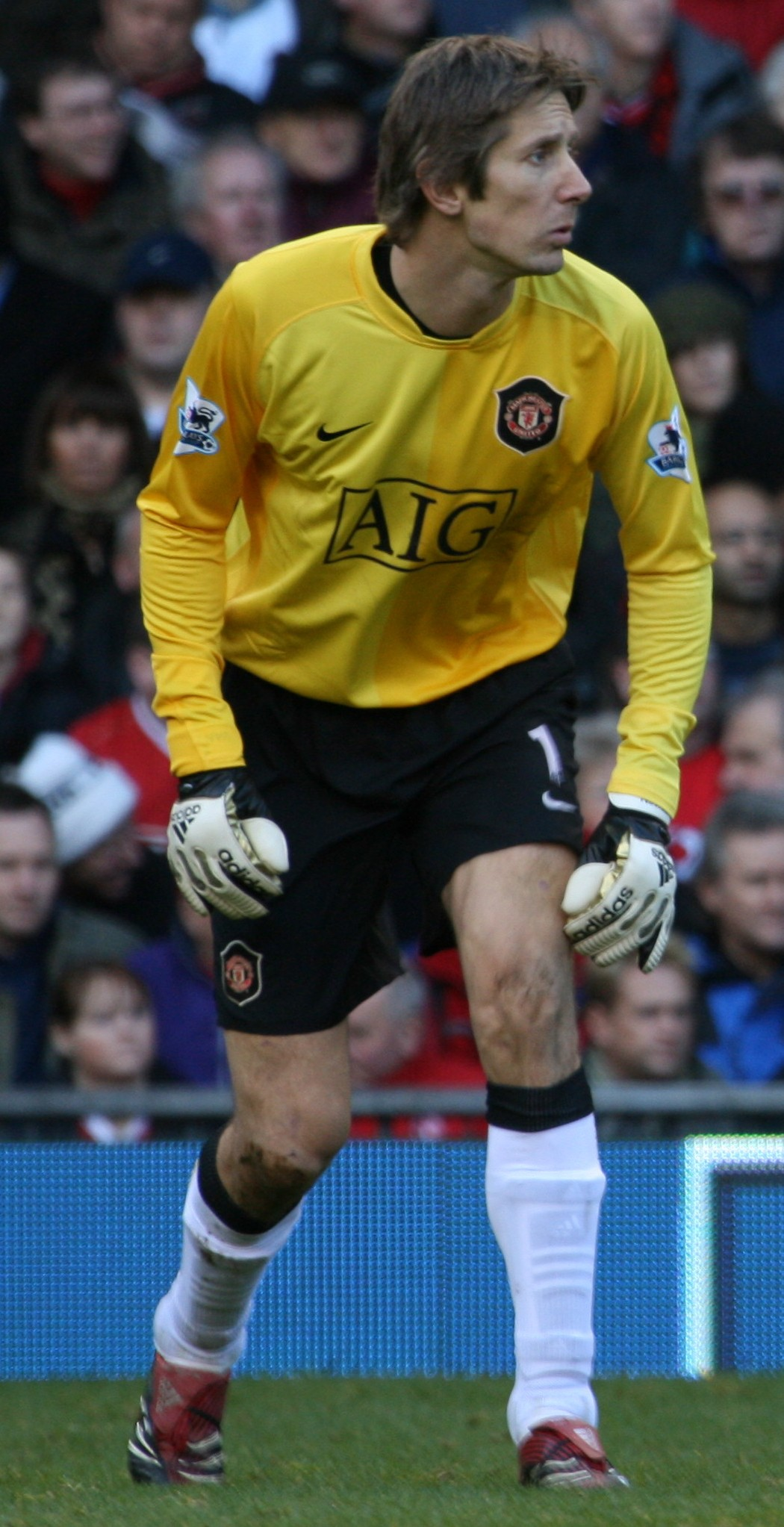
オランダ代表として130試合に出場。ゴールキーパーエトヴィン・ファン・デル・サール(1970-)誕生。

- 1831年 - オスニエル・チャールズ・マーシュ、古生物学者（+ 1899年）
- 1863年 - マーク・ボールドウィン、プロ野球選手（+ 1929年）
- 1865年 - 三上参次、日本史学者（+ 1939年）
- 1880年 - アブラム・ヨッフェ、物理学者 (+ 1960年)
- 1882年 - ジャン・ジロドゥ、外交官、劇作家、小説家（+ 1944年）
- 1897年 - ヨーゼフ・ゲッベルス、政治家、ナチス・ドイツの宣伝相（+ 1945年）
- 1899年 - エドワード・ワズワース、画家（+ 1949年）
- 1902年 - 北園克衛、詩人、写真家（+ 1978年）
- 1906年 - フレドリック・ブラウン、SF作家、推理作家（+ 1972年）
- 1909年 - 白井庄次郎、スーパーセンテナリアン（+ 2020年）
- 1919年 - 不忍鏡子、女優（+ 2008年）
- 1922年 - ロベルト・ミケルッチ、ヴァイオリニスト（+ 2010年）
- 1925年 - 辻源兵衛、元プロ野球選手（+ 1945年）
- 1927年 - 嵯峨逸平、実業家（+ 2007年）
- 1929年 - 5代目春風亭柳朝、落語家（+ 1991年）
- 1930年 - ニキ・ド・サンファル、画家、彫刻家、映像作家（+ 2002年）
- 1931年 - 戸口天従、元プロ野球選手
- 1935年 - 高畑勲、アニメ映画監督（+ 2018年）
- 1936年 - 児島明子、元モデル、アジア初のミス・ユニバース
- 1937年 - マイケル・ポンティ、ピアニスト（+ 2022年）
- 1939年 - 加茂周、元サッカー選手、指導者
- 1939年 - 水野英子、漫画家
- 1941年 - 鳥海永行、アニメーション監督（+ 2009年）
- 1942年 - 浜畑賢吉、俳優 （+ 2024年）
- 1942年 - ボブ・ロス、画家（+ 1995年）
- 1945年 - 小栗康平、映画監督
- 1945年 - 西城正明、プロボウラー
- 1947年 - コリーヌ・セロー、映画監督、脚本家
- 1949年 - 高橋英二、元プロ野球選手
- 1949年 - 寺沢高栄、元プロ野球選手
- 1949年 - 森桃江、元女優
- 1951年 - 小倉一郎、俳優
- 1952年 - 北井久美子、弁護士、厚生労働官僚
- 1954年 - 藍とも子、女優
- 1954年 - 福岡智彦、音楽プロデューサー、実業家
- 1955年 - 志穂美悦子、元女優
- 1955年 - 大山三喜雄、元スピードスケート選手、指導者
- 1956年 - 周防正行、映画監督
- 1956年 - 大徹忠晃、元大相撲力士
- 1958年 - 加来耕三、歴史家、作家
- 1959年 - ジェシー・バーフィールド、元プロ野球選手
- 1960年 - 九代目 中村福助、歌舞伎役者、俳優
- 1961年 - 吉崎典子、元アナウンサー
- 1961年 - 山中潔、元プロ野球選手
- 1961年 - ランディ・ジャクソン、歌手
- 1962年 - 谷村志穂、小説家
- 1962年 - 長谷川まさ子、芸能リポーター
- 1965年 - 髙嶋政宏、俳優
- 1965年 - たなかじゅん、漫画家
- 1965年 - 南渕時高、元プロ野球選手
- 1967年 - 栄花直輝、警察官、剣道家
- 1968年 - 金城一紀、小説家
- 1968年 - つんく♂、ミュージシャン（シャ乱Q）、音楽プロデューサー
- 1968年 - インタビューマン山下、芸能記者、元お笑い芸人（元ジャリズム）
- 1970年 - エトヴィン・ファン・デル・サール、元サッカー選手
- 1970年 - フィリップ・コクー、元サッカー選手
- 1970年 - 漣研太郎、ミュージシャン
- 1971年 - ウィノナ・ライダー、女優
- 1972年 - 堀江貴文、実業家
- 1972年 - 伊藤栄祐、元プロ野球選手
- 1973年 - ロベール・ピレス、元サッカー選手
- 1973年 - 前園真聖、元サッカー選手
- 1974年 - 杉田愉、映画監督
- 1974年 - 高橋宏貴、ドラマー（ELLEGARDEN、THE PREDATORS、PAM）
- 1974年 - 住友健人、元プロ野球選手
- 1974年 - R.A.ディッキー、元プロ野球選手
- 1975年 - カリーム・ガルシア、プロ野球選手
- 1975年 - 八木沼悟志、音楽プロデューサー（fripSide）
- 1975年 - 高橋宏貴、ミュージシャン（ELLEGARDEN、Scars Borough）
- 1975年 - 吉田哲人、作曲家
- 1976年 - 菅広文、お笑い芸人（ロザン）
- 1976年 - 許昱華、チェス選手
- 1977年 - 長坂健冶、元プロ野球選手
- 1977年 - 陳峰民、元プロ野球選手
- 1977年 - 有馬隼人、元アメリカンフットボール選手
- 1977年 - しもうま和美、元プロレスラー
- 1978年 - 青木輝成、アイスホッケー選手
- 1978年 - 比嘉久美子、声優
- 1980年 - 伊代野貴照、競輪選手、元プロ野球選手
- 1980年 - 横澤由貴、元柔道選手
- 1980年 - ベン・フォスター、俳優
- 1981年 - 小松聖、元プロ野球選手
- 1981年 - Maboos、ミュージシャン（Electroboyz）
- 1981年 - 吉原道臣、元プロ野球選手
- 1981年 - 岸本ゆきえ、元タレント
- 1981年 - アマンダ・ビアード、競泳選手
- 1982年 - 山下奈々、ファッションモデル
- 1982年 - 拳士浪、トレーナー、元プロキックボクサー
- 1982年 - ウィル・ベナブル、元プロ野球選手
- 1983年 - 酒井健太、お笑いタレント（アルコ&ピース）
- 1983年 - 高野容輔、元騎手、調教助手
- 1983年 - 黎海栄、騎手
- 1984年 - 今井洋介、アーティスト（+ 2015年）
- 1984年 - ホセ・ミハレス、プロ野球選手
- 1985年 - 長谷川純、タレント、俳優
- 1985年 - ヨンア、ファッションモデル
- 1985年 - 桑原謙太朗、元プロ野球選手
- 1985年 - 白滝まつり、元グラビアアイドル
- 1986年 - 狩野恵里、アナウンサー
- 1986年 - 上原理生、ミュージカル俳優
- 1986年 - 小谷昌太郎、俳優・モデル
- 1986年 - 北見綾野、アイドル、歌手
- 1986年 - ONE、漫画家
- 1986年 - 清本章太、映画監督
- 1987年 - 小川麻琴、歌手（元モーニング娘。）
- 1987年 - 黒田有彩、タレント
- 1987年 - 小川真理恵、実業家、元フィギュアスケート選手
- 1987年 - 石川卓哉、陸上選手
- 1987年 - トーヴ・ロー、シンガーソングライター
- 1987年 - アンディ・ダルトン、アメリカンフットボール選手
- 1987年 - ジェシカ・デュベ、元フィギュアスケート選手
- 1988年 - 吉沢七海、タレント、ライター
- 1988年 - 浅本美加、元タレント
- 1988年 - 長谷川アーリアジャスール、サッカー選手
- 1988年 - ヴィンセント・ケイン、サッカー選手
- 1989年 - 佐伯美香、元アイドル（元AKB48）
- 1989年 - 山本康裕、サッカー選手
- 1989年 - 加藤多佳子、タレント、フリーアナウンサー
- 1989年 - Masuo、YouTuber
- 1990年 - 河瀬ゆり、女優
- 1990年 - 大熊未沙、タレント
- 1990年 - エンダー・インシアーテ、プロ野球選手
- 1990年 - ヴァネッサ・クローン、フィギュアスケート選手
- 1990年 - チェン・グァンユウ、プロ野球選手
- 1990年 - 河載勲、プロ野球選手
- 1990年 - エリック・サーデ、歌手
- 1991年 - AIKI、歌手（元bless4）
- 1991年 - アリスメンディ・アルカンタラ、プロ野球選手
- 1992年 - 岡本健、元プロ野球選手
- 1992年 - 新井和輝、ベーシスト（King Gnu）
- 1992年 - 山下弘子、闘病記著者（+ 2018年）
- 1993年 - 宮澤成良、モデル、タレント、元アイドル（元乃木坂46）
- 1994年 - 山本真菜香、元女優
- 1995年 - 平岡卓、スノーボード選手
- 1995年 - YURiKA、歌手
- 1995年 - 出口クリスタ、柔道家
- 1996年 - 篠原梨菜、TBSアナウンサー
- 1997年 - オ・インギョ、プロアイスホッケー選手
- 1998年 - 岡田佑里乃、YouTuber、女優、グラビアアイドル
- 1998年 - ランス・ストロール、レーシングドライバー
- 2000年 - 石野理子、歌手（ Aooo 、元赤い公園、元アイドルネッサンス）
- 2000年 - 渡辺翔太[11]、プロ野球選手
- 2000年 - 山本空良、総合格闘家
- 2000年 - 大坪彩織、元アナウンサー
- 2001年 - 大芝りんか、アイドル（元SKE48）
- 2002年 - ルエル、歌手
- 2003年 - 石松愛朱加、陸上競技選手
- 生年不詳 - 大咲茉菜、声優
- 生年不詳 - 羽田詩織、声優、、ナレーター、タレント、司会者、歌手
- 生年不詳 - 深森らえる、声優
- 生年不詳 - ひのでや参吉、漫画家

## 忌日
- 1268年 - コッラディーノ、シチリア王（* 1252年）
- 1339年 - アレクサンドル・ミハイロヴィチ、トヴェリ大公（* 1301年）
- 1449年（正統14年10月13日） - 尚思達王、琉球国王（* 1408年）
- 1538年（天文7年10月29日） - 足利義明、初代小弓公方（* 1487年）
- 1618年 - ウォルター・ローリー、イングランド女王エリザベス1世の廷臣、探検家、詩人（* 1552年または1554年）
- 1645年（正保2年9月10日）- 上杉定勝、第2代米沢藩主（* 1604年）
- 1675年 - アンドレーアス・ハンマーシュミット、作曲家（* 1611年もしくは1612年）
- 1678年（延宝6年9月14日）- 徳川綱重、甲府藩主（* 1644年）
- 1712年（正徳2年9月29日）- 柳原資廉、江戸時代の公卿（* 1644年）
- 1744年（延享元年9月24日）- 石田梅岩、思想家（* 1685年）
- 1763年 - フランス・グリーンウッド（英語版）、画家、ガラス彫刻家（* 1680年）
- 1783年 - ジャン・ル・ロン・ダランベール、数学者・思想家（* 1717年）
- 1784年 - ジュゼッペ・ザイス（英語版）、風景画家（* 1709年）
- 1797年（寛政9年9月10日） - 六郷政林、第6代本荘藩主（* 1737年）
- 1799年 - フランチェスコ・マリオ・パガーノ（英語版）、作曲家（* 1748年）
- 1804年 - ジョージ・モーランド、画家（* 1763年）
- 1829年 - マリア・アンナ・モーツァルト、ピアニスト（* 1751年）
- 1873年 - ヨハン、ザクセン王（* 1801年）
- 1877年 - ネイサン・ベッドフォード・フォレスト、軍人（* 1821年）
- 1880年 - ヨハン・ネポムク・ガイガー、画家、デザイナー（* 1805年）
- 1889年 - ニコライ・チェルヌイシェフスキー、哲学者、経済学（* 1828年）
- 1897年 - ヘンリー・ジョージ、作家、政治家、政治経済学者（* 1839年）
- 1898年 - 小野友五郎、数学者、笠間藩士、幕臣、官僚（* 1817年）
- 1901年 - ジョン・ケンプ・スターレー、自転車の発明者、英国自動車ブランドローバーの始祖（* 1854年）
- 1905年 - エティエンヌ・デマルトー、陸上競技選手（* 1873年）
- 1911年 - ジョセフ・ピュリッツァー、新聞発行者、ジャーナリスト（* 1847年）
- 1916年 - フランツ・カール・ミュラー・リヤー、心理学者、社会学者（* 1857年）
- 1924年 - フランシス・ホジソン・バーネット、小説家（* 1849年）
- 1927年 - ヘルマン・ムテジウス、建築家（* 1861年）
- 1928年 - ガストン・ビュシエール、画家（* 1862年）
- 1932年 - ジョゼフ・ババンスキー、医学者（* 1857年）
- 1933年 - アルベール・カルメット、医学者、細菌学者（* 1863年）
- 1933年 - ポール・パンルヴェ、数学者、元フランス首相（* 1863年）
- 1933年 - 岸清一、貴族院議員、弁護士、IOC委員、法学博士（* 1867年）
- 1933年 - ジョージ・ラクス、画家（* 1867年）
- 1935年 - 濱尾四郎、推理作家、弁護士、貴族院議員（* 1896年）
- 1941年 - 獅子内謹一郎、野球選手（* 1884年）
- 1943年 - 桂米團治 (3代目)、落語家（* 1869年）
- 1945年 - 成田為三、作曲家（* 1893年）
- 1947年 - フランシス・クリーブランド、第22代・24代米国大統領グロバー・クリーブランド夫人（* 1864年）
- 1947年 - 綿谷奈良吉[12]、実業家、呉竹創業者（* 1869年）
- 1949年 - ゲオルギィ・イワノヴィッチ・グルジェフ、神秘主義思想家（* 1866年）
- 1949年 - 中島知久平、実業家、中島飛行機創業者、元鉄道相、軍需相、商工相（* 1884年）
- 1950年 - グスタフ5世、スウェーデン王（* 1858年）
- 1951年 - ロバート・グラント・エイトケン、天文学者（* 1864年）
- 1953年 - ウィリアム・カペル、ピアニスト（* 1922年）
- 1959年 - エディス・クラーク（英語版）、電気技師（* 1883年）
- 1960年 - ユハン・アンデショーン、地質学者、考古学者（* 1874年）
- 1961年 - 長與善郎、小説家、劇作家（* 1888年）
- 1965年 - ビル・マケシュニー、プロ野球選手（* 1886年）
- 1969年 - 藤井五一郎、弁護士、裁判官、公安調査庁初代長官（* 1892年）
- 1971年 - ウィルヘルム・ティセリウス、化学者（* 1902年）
- 1971年 - 和島誠一、考古学者（* 1909年）
- 1971年 - デュアン・オールマン、ギタリスト（* 1946年）
- 1974年 - ヴィクトル・エマヌエル・ファン・フリースラント（英語版）、作家、批評家（* 1892年）
- 1977年 - 草笛美子、女優、宝塚歌劇団娘役（* 1909年）
- 1977年 - 千代の山雅信、大相撲第41代横綱、年寄11代九重（* 1926年）
- 1978年 - 小牧近江、翻訳家、社会運動家（* 1894年）
- 1981年 - レオナード・ホークス、地質学者（* 1891年）
- 1981年 - ジョルジュ・ブラッサンス、シンガーソングライター、詩人（* 1921年）
- 1983年 - 平塚勝一、地方公務員、政治家、元埼玉県所沢市長（* 1910年）
- 1984年 - 伊東多三郎、歴史学者（* 1909年）
- 1986年 - 清水脩、作曲家（* 1911年）
- 1986年 - たしろ之芙子、女優（* 1921年）
- 1987年 - ウディ・ハーマン、クラリネット奏者、サクソフォーン奏者、歌手（* 1913年）
- 1990年 - 三井ふたばこ、童話作家、詩人、随筆家（* 1918年）
- 1991年 - 岩本博行、建築家（* 1913年）
- 1991年 - 竹田弘太郎、実業家、名古屋鉄道元社長（* 1916年）
- 1992年 - ケネス・マクミラン、バレエ振付（* 1929年）
- 1993年 - マキノ雅弘、映画監督（* 1908年）
- 1993年 - 山内明、俳優（* 1921年）
- 1993年 - 野口幸一、政治家（* 1929年）
- 1994年 - 汐路章、俳優（* 1928年）
- 1994年 - 阿波地大輔、俳優（* 1932年）
- 1995年 - テリー・サザーン、小説家、脚本家（* 1926年）
- 1998年 - 中村栄、プロ野球選手（* 1923年）
- 1998年 - 中西龍、アナウンサー（* 1928年）
- 1999年 - 松島正幸、画家（* 1910年）
- 2002年 - 坂本多加雄、政治学者（* 1950年）
- 2003年 - フランコ・コレッリ、テノール歌手（* 1921年）
- 2003年 - ハル・クレメント、SF作家（* 1922年）
- 2004年 - アリス、グロスター公爵夫人（* 1901年）
- 2006年 - サイラス・シモンズ、プロ野球選手（* 1895年もしくは1897年）
- 2006年 - 武藤礼子、声優（* 1935年）
- 2007年 - 谷口千吉、映画監督（* 1912年）
- 2007年 - 萩野純一郎、計算機科学者、プログラマ（* 1970年）
- 2008年 - 青山光二、小説家（* 1913年）
- 2008年 - 水口健次、経済評論家（* 1932年）
- 2008年 - マイク・ベイカー、ヴォーカリスト（* 1963年）
- 2009年 - 5代目三遊亭圓楽、落語家（* 1932年）
- 2010年 - 首藤剛志、脚本家（* 1949年）
- 2012年 - 石川進、歌手、声優、俳優（* 1933年）
- 2013年 - 梅木恒明、ラグビー指導者（* 1934年）
- 2016年 - 吉田正光、日本男性最高齢（* 1904年）
- 2016年 - ジョン・D・ロバーツ、化学者（* 1918年）
- 2017年 - 土方苑子、教育学者、東京大学名誉教授（* 1945年）
- 2017年 - 稲垣精一、銀行家、元肥後銀行頭取（* 1928年）
- 2023年 - HEATH、ベーシスト（X JAPAN）（* 1968年）
- 2023年 - 泉昭二、漫画家（* 1932年）

### 人物以外（動物など）
- 2004年 - アドマイヤベガ、競走馬（* 1996年）

## 記念日・年中行事
- 共和国宣言記念日（ トルコ）
1923年のこの日、トルコ共和国の樹立が宣言されたことを記念。
- 戴冠記念日（英語版）（ カンボジア）
2004年のこの日、10月14日に即位したカンボジア国王ノロドム・シハモニが戴冠した。
- おしぼりの日（ 日本）
全国おしぼり協同組合連合会が2004年に制定。10月はten＝手の語呂合せと10本の指から、29日は「ふ(2)く(9)」の語呂合せで、全体で「手を拭く」の意味。
- ホームビデオ記念日（ 日本）
1969年10月29日に、ソニーと松下電器が家庭用ビデオテープレコーダ（U規格）の開発を発表したことに由来。
- てぶくろの日（ 日本）
「10(て)2(ぶ)9(く)ろ」という語呂合わせにちなみ、手を使うことで進化してきた人類に、大切な手を守る作業用の手袋に関心を持ってもらうために株式会社東和コーポレーションが制定。
- 和服の日（ 日本）
「いい（1）わ（0）ふ（2）く（9）＝いい和服」の語呂合わせで、「日本の伝統文化を思い出すきっかけや和服を着る機会をつくりたい」との思いから鈴花が制定[13]。